# 332
Правління Костянтина Великого у Римській імперії. У Китаї правління династії Цзінь. В Індії починається період імперії Гуптів. В Японії триває період Ямато. У Персії править династія Сассанідів.
На території лісостепової України Черняхівська культура. У Північному Причорномор'ї готи й сармати.

## Події
- Імператор Костянтин Великий із сином Костянтином II завдали поразки готам у Мезії. Після цього готи стають федератами Риму й зобов'язуються захищати границі імперії.
- У Константинополі запроваджено безплатну роздачу хліба на зразок Риму.